# Distroglicano
El distroglicano es un receptor celular que organiza la unión entre la laminina de la matriz extracelular y la distrofina que se enlaza con citoesqueleto. Fue aislado originalmente del músculo esquelético, donde se propuso el nombre de distroglicano por su asociación a distrofina y por su glucosilación extensiva. El distroglicano está conformado dos subunidades denominadas α-distroglicano y β-distroglicano. El α-distroglicano  esta glucosilado en la membrana e interacciona con laminina-2. El β-distroglicano es una glucoproteína de membrana que puede unirse a distrofina o su homólogo utrofina mediante su extremo carboxilo terminal. 

## Importancia del distroglicano
El distroglicano también se expresa en muchos otros tipos celulares y desempeña una función importante fuera del músculo esquelético. Se ha implicado en el desarrollo temprano del ratón, en la estructura y función del sistema nervioso central CNS, mielinización y arquitectura nodal de los nervios periféricos, morfogénesis epitelial, adhesión celular, sinaptogénesis, señalización y plasticidad sináptica. En adición se han asociado las perturbaciones del procesamiento del distroglicano con severos desórdenes congénitos y progresión del cáncer.
A la fecha, no se han identificado mutaciones en el gen del distroglicano en algún desorden humano, los avances recientes han subrayado la importancia del procesamiento post-traduccional para la interacción del distroglicano con sus ligandos y han brindado pistas sobre el envolvimiento en la patogénesis de enfermedades complejas, tales como el síndrome de Walker-Warburg.

## Gen del distroglicano
El gen DAG-1 codifica para el distroglicano y se ha clonado en una gran variedad de especies, entre las que se incluyen al hombre, Homo sapiens; Conejo, Oryctolagus cuniculus ; Ratón, Mus musculus, Pez torpedo, Torpedo sp; Drosophila melanogaster; Pez cebra, Danio rerio; y Caenorhabditis elegans. La secuencia correspondiente de aminoácidos, se encuentra altamente conservada en vertebrados. 
El gen DAG-1 ha sido mapeado para el cromosoma humano ubicándose en 3p21 y en el cromosoma 9 de ratón. La secuencia codificante está dividida en dos exones, separados por un gran intrón. El transcripto derivado de 5.8 Kb contiene un marco abierto de lectura de 895 residuos y puede ser detectado por Northern blot  en una gran variedad de tejidos fetales y adultos, encontrándose más abundantemente en el músculo y corazón.

## Estructura del distroglicano
El distroglicano está conformado por dos subunidades denominadas α- y β-distroglicanos, las cuales son traducidas de un único mRNA, como un propéptido que es fragmentado proteolíticamente en dos proteínas sin asociación covalente.
Los primeros 29 aminoácidos del propéptido traducido son predominantemente hidrofóbicos y representan un péptido señal. El procesamiento post-traduccional por ruptura en la Ser654, da como resultado las dos proteínas maduras, el α-distroglicano (α-DG) y el β-distroglicano (β-DG). El significado de esta ruptura se desconoce y la secuencia de aminoácidos alrededor del sitio de ruptura, no se encuentra conservada entre vertebrados e invertebrados. Sin embargo, la expresión de un péptido sobremutado en el sitio de ruptura (DGS654A) inhibe el procesamiento post-traduccional y lleva a cambios distróficos, en un modelo de ratón transgénico. Lo que sugiere que la fragmentación del distroglicano es esencial para una función muscular normal.
La proteína del β-DG de 43 KDa, contiene un único dominio transmembranal (aminoácidos 551-754 del precursor), un potencial sitio de N-glucosilación y  contiene una cola citoplasmática de 121 residuos en el extremo C-terminal, que se encuentra enriquecida en prolina (Pro). El α-DG es una proteína extracelular que contiene tres sitios potenciales para N-glucosilación. La proteína madura tiene un dominio central de mucina, altamente glucosilado (o-glucosilación), que conecta los dominios N-globular y C-terminal. El dominio N-terminal parece ser procesado comúnmente por la actividad parecida a convertasa entre la Arg312 y la Gln313. Sin embargo aún no queda claro sí, este proceso ocurre extracelularmente o durante el tráfico del distroglicano hacia la membrana citoplasmática. Aunque la masa molecular predicha para el péptido principal es de alrededor de 40 KDa, el tamaño del α-distroglicano detectado por inmunoblot, se encuentra desde los 120 KDa en el cerebro, hasta los 156 KDa en el músculo esquelético. Debido a que la remoción de la N-glucosilación solo afecta el peso molecular de α-DG en solo 4 KDa, la variablilidad en su peso es probablemente debido a la O-glucosilación diferencial especifica de tejido y especie, dentro del dominio de mucina.
El β-DG se conecta intracelularmente a la distrofina, la cual se une al citoesqueleto de actina, y extracelularmente al α-distroglicano. El extremo C-terminal del β-DG contiene un dominio PPXY que se une a un dominio tipo WW, que contiene dos residuos conservados de triptófano, 21 residuos aparte en el dominio rico en cisteínas y en la primera mitad del dominio C-terminal de la distrofina El sitio de unión entre distrofina y beta-distroglicano es el extremo carboxilo terminal de beta-distroglicano entre los aminoácidos 880 y 895.
Estudios recientes sugieren la presencia de un dominio ZZ tanto en distrofina, como en utrofina, la cual contiene residuos de cisteína que pueden unir zinc, y estructuras EF-hand-like que también son esenciales para reforzar su unión al β-DG. También la α-distrobrevina, un miembro distante relacionado con la familia de las distrofinas, si en dominio WW, pero conteniendo el dominio EF-hand, se une al β-DG. La caveolina-3, especifica de músculo, miembro de las familias localizadas en la caveola (pequeña invaginación de la membrana citoplasmática), puede también competir con distrofina, por el motivo PPXY del β-DG. Entre otras moléculas que se unen a la cola citoplasmática del β-DG se incluyen Grb2, los componentes MEK, ERK de la cascada ERK-MAP cinasas, y rapsina, una proteína post-sináptica involucrada en el clustering del receptor de acetilcolina. Por lo tanto el β-DG puede estar involucrado en las rutas de transducción de señales y en el mantenimiento de las uniones neuromusculares.
El amplio rango de ligandos extracelulares indica que el distroglicano tiene una función importante como receptor y se encuentra involucrado en el ensamblaje y mantenimiento del basamento membranal. El distroglicano se expresa en altos niveles es el desarrollo y tejidos adultos, típicamente en tipos celulares adjuntos al basamento membranal. En ratones la interrupción del gen Dag1 resulta letal para el embrión alrededor de los 5.5 días, debiéndose a perturbaciones estructurales y funcionales de la membrana basal denominada membrana de Reichert, la cual se forma tempranamente en el embrión del roedor y separa la circulación sanguínea materna y embrionaria.  Sin embargo, al parecer otra membrana basal entre el endodermo visceral y el ectodermo parece persistir en embriones carentes de Dag1, quizá argumentando un papel general para el distroglicano en el ensamblaje del basamento membranal. Por lo tanto a pesar de que el distroglicano es esencial para la estabilidad y función muscular, la ultraestructura del basamento membranal parece sin afectación en ratones que perdieron el distroglicano en músculo esquelético. 
Las modificaciones post-traduccionales, entre las que se encuentran la glucosilación y la fosforilación son clave en la regulación de la especificad de la interacción del distroglicano en diferentes tejidos y en diferentes etapas del desarrollo.